# Kustarun
Kustarun (Centaurium littorale) är en växtart i familjen gentianaväxter. 